# Udenbreth
Udenbreth is een plaats in de Duitse gemeente Hellenthal, deelstaat Noordrijn-Westfalen, en telt 462 inwoners (2006).